# НБА ол-стар меч
НБА ол-стар меч (енгл. NBA All-Star Game) ревијална је утакмица која се сваке године игра за време НБА ол-стар викенда и представља његов врхунац. У овој утакмици снаге одмеравају најбољи играчи Источне конференције и Западне конференције. Током овог меча носе се специјални дресови, а представља прави спектакл и посластицу за све љубитеље кошарке. Утакмица је одржана први пут 2. марта 1951. године у Бостон гардену (Бостон, Масачусетс) и од тада није одиграна само у сезони 1998/99. због локаута (штрајка играча).

## Учествовање и формат
Учешће на мечу одређује гласање навијача и гласови главних тренера сваке екипе у лиги. Гласање навијача одређује стартне поставе за оба тима. Играчи који имају највише гласова за своју позицију добијају место у стартној петорки, док резерве одређују гласови тренера свих екипа из конференције у којој тим игра. Тренерима није дозвољено да гласају за своје играче. Ако је неки играч повређен и не може да учествује у мечу, комесар ће одредити замену.

## Досадашње утакмице
| Година | Датум одигравања  | Домаћин                       | Победник   | Резултат     | Поражени   | Најкориснији играч                                                     |
| --- | ----------------- | ----------------------------- | ---------- | ------------ | ---------- | ---------------------------------------------------------------------- |
| 1951. | 2. март 1951.     | Бостон, Масачусетс            | Исток      | 111 : 94     | Запад      | Ед Маколи (Бостон селтикси)                                            |
| 1952. | 11. фебруар 1952. | Бостон, Масачусетс (2)        | Исток      | 108 : 91     | Запад      | Пол Аризин (Филаделфија вориорси)                                      |
| 1953. | 13. јануар 1953.  | Форт Вејн, Индијана           | Запад      | 79 : 75      | Исток      | Џорџ Мајкан (Минеаполис лејкерси)                                      |
| 1954. | 21. јануар 1954.  | Њујорк Сити, Њујорк           | Исток      | 98 : 93 *    | Запад      | Боб Кузи (Бостон селтикси)                                             |
| 1955. | 18. јануар 1955.  | Њујорк Сити, Њујорк (2)       | Исток      | 100 : 91     | Запад      | Бил Шерман (Бостон селтикси)                                           |
| 1956. | 24. јануар 1956.  | Рочестер, Њујорк              | Запад      | 108 : 94     | Исток      | Боб Петит (Сент Луис хокси)                                            |
| 1957. | 15. јануар 1957.  | Бостон, Масачусетс (2)        | Исток      | 109 : 97     | Запад      | Боб Кузи (2) (Бостон селтикси)                                         |
| 1958. | 21. јануар 1958.  | Сент Луис, Мисури             | Исток      | 130 : 118    | Запад      | Боб Петит (2) (Сент Луис хокси)                                        |
| 1959. | 23. јануар 1959.  | Детроит, Мичиген              | Запад      | 124 : 108    | Исток      | Елџин Бејлор (Минеаполис лејкерси) Боб Петит (3) (Сент Луис хокси)     |
| 1960. | 22. јануар 1960.  | Филаделфија, Пенсилванија     | Исток      | 125 : 115    | Запад      | Вилт Чејмберлен (Филаделфија вориорси)                                 |
| 1961. | 17. јануар 1961.  | Сиракјуз, Њујорк              | Запад      | 153 : 131    | Исток      | Оскар Робертсон (Синсинати ројалси)                                    |
| 1962. | 16. јануар 1962.  | Сент Луис, Мисури (2)         | Запад      | 150 : 130    | Исток      | Боб Петит (4) (Сент Луис хокси)                                        |
| 1963. | 16. јануар 1963.  | Лос Анђелес, Калифорнија      | Исток      | 115 : 108    | Запад      | Бил Расел (Бостон селтикси)                                            |
| 1964. | 14. јануар 1964.  | Бостон, Масачусетс (4)        | Исток      | 111 : 107    | Запад      | Оскар Робертсон (2) (Синсинати ројалси)                                |
| 1965. | 13. јануар 1965.  | Сент Луис, Мисури (3)         | Исток      | 124 : 123    | Запад      | Џери Лукас (Синсинати ројалси)                                         |
| 1966. | 11. јануар 1966.  | Синсинати, Охајо              | Исток      | 137 : 94     | Запад      | Ејдријан Смит (Синсинати ројалси)                                      |
| 1967. | 10. јануар 1967.  | Сан Франциско, Калифорнија    | Запад      | 135 : 120    | Исток      | Рик Бари (Сан Франциско вориорси)                                      |
| 1968. | 23. јануар 1968.  | Њујорк Сити, Њујорк (3)       | Исток      | 144 : 124    | Запад      | Хал Грир (Филаделфија севентисиксерси)                                 |
| 1969. | 14. јануар 1969.  | Балтимор, Мериленд            | Исток      | 123 : 112    | Запад      | Оскар Робертсон (3) (Синсинати ројалси)                                |
| 1970. | 20. јануар 1970.  | Филаделфија, Пенсилванија (2) | Исток      | 142 : 135    | Запад      | Вилис Рид (Њујорк никси)                                               |
| 1971. | 12. јануар 1971.  | Сан Дијего, Калифорнија       | Запад      | 108 : 107    | Исток      | Лени Вилкенс (Сијетл суперсоникси)                                     |
| 1972. | 18. јануар 1972.  | Инглвуд, Калифорнија          | Запад      | 112 : 110    | Исток      | Џери Вест (Лос Анђелес лејкерси)                                       |
| 1973. | 23. јануар 1973.  | Чикаго, Илиноис               | Исток      | 104 : 84     | Запад      | Дејв Кауенс (Бостон селтикси)                                          |
| 1974. | 15. јануар 1974.  | Сијетл, Вашингтон             | Запад      | 134 : 123    | Исток      | Боб Ланје (Детроит пистонси)                                           |
| 1975. | 14. јануар 1975.  | Финикс, Аризона               | Исток      | 108 : 102    | Запад      | Волт Фрејжер (Њујорк никси)                                            |
| 1976. | 3. фебруар 1976.  | Филаделфија, Пенсилванија (3) | Исток      | 123 : 109    | Запад      | Дејв Бинг (Вашингтон булетси)                                          |
| 1977. | 13. фебруар 1977. | Милвоки, Висконсин            | Запад      | 125 : 124    | Исток      | Џулијус Ирвинг (Филаделфија севентисиксерси)                           |
| 1978. | 5. фебруар 1978.  | Атланта, Џорџија              | Исток      | 133 : 125    | Запад      | Ренди Смит (Бафало брејвси)                                            |
| 1979. | 4. фебруар 1979.  | Понтијак, Мичиген             | Запад      | 134 : 129    | Исток      | Дејвид Томпсон (Денвер нагетси)                                        |
| 1980. | 3. фебруар 1980.  | Ландовер, Мериленд            | Исток      | 144 : 136 *  | Запад      | Џорџ Гервин (Сан Антонио спарси)                                       |
| 1981. | 1. фебруар 1981.  | Ричфилд, Охајо                | Исток      | 123 : 120    | Запад      | Нејт Арчибалд (Бостон селтикси)                                        |
| 1982. | 31. јануар 1982.  | Ист Радерфорд, Њу Џерзи       | Исток      | 120 : 118    | Запад      | Лари Берд (Бостон селтикси)                                            |
| 1983. | 13. фебруар 1983. | Инглвуд, Калифорнија (2)      | Исток      | 132 : 123    | Запад      | Џулијус Ирвинг (2) (Филаделфија севентисиксерси)                       |
| 1984. | 29. јануар 1984.  | Денвер, Колорадо              | Исток      | 154 : 145 *  | Запад      | Ајзеја Томас (Детроит пистонси)                                        |
| 1985. | 10. фебруар 1985. | Индијанаполис, Индијана       | Запад      | 140 : 129    | Исток      | Ралф Сампсон (Хјустон рокетси)                                         |
| 1986. | 9. фебруар 1986.  | Далас, Тексас                 | Исток      | 139 : 132    | Запад      | Ајзеја Томас (2) (Детроит пистонси)                                    |
| 1987. | 8. фебруар 1987.  | Сијетл, Вашингтон (2)         | Запад      | 154 : 149 *  | Исток      | Том Чејмберс (Сијетл суперсоникси)                                     |
| 1988. | 7. фебруар 1988.  | Чикаго, Илиноис (2)           | Исток      | 138 : 133    | Запад      | Мајкл Џордан (Чикаго булси)                                            |
| 1989. | 12. фебруар 1989. | Хјустон, Тексас               | Запад      | 143 : 134    | Исток      | Карл Малон (Јута џез)                                                  |
| 1990. | 11. фебруар 1990. | Мајами, Флорида               | Исток      | 130 : 113    | Запад      | Меџик Џонсон (Лос Анђелес лејкерси)                                    |
| 1991. | 10. фебруар 1991. | Шарлот, Северна Каролина      | Исток      | 116 : 114    | Запад      | Чарлс Баркли (Филаделфија севентисиксерси)                             |
| 1992. | 9. фебруар 1992.  | Орландо, Флорида              | Запад      | 153 : 113    | Исток      | Меџик Џонсон (2) (Лос Анђелес лејкерси)                                |
| 1993. | 21. фебруар 1993. | Солт Лејк Сити, Јута          | Запад      | 135 : 132 *  | Исток      | Карл Малон (2) (Јута џез) Џон Стоктон (Јута џез)                       |
| 1994. | 13. фебруар 1994. | Минеаполис, Минесота          | Исток      | 127 : 118    | Запад      | Скоти Пипен (Чикаго булси)                                             |
| 1995. | 12. фебруар 1995. | Финикс, Аризона (2)           | Запад      | 139 : 112    | Исток      | Мич Ричмонд (Сакраменто кингси)                                        |
| 1996. | 11. фебруар 1996. | Сан Антонио, Тексас           | Исток      | 129 : 118    | Запад      | Мајкл Џордан (2) (Чикаго булси)                                        |
| 1997. | 9. фебруар 1997.  | Кливленд, Охајо               | Исток      | 132 : 120    | Запад      | Глен Рајс (Шарлот хорнетси)                                            |
| 1998. | 8. фебруар 1998.  | Њујорк Сити, Њујорк (4)       | Исток      | 135 : 114    | Запад      | Мајкл Џордан (3) (Чикаго булси)                                        |
| Ол-стар меч планиран за 1999. годину отказан је због НБА локаута. Било је предвиђено да ове године домаћин буде Филаделфија (Пенсилванија). |                   |                               |            |              |            |                                                                        |
| 2000. | 13. фебруар 2000. | Оукланд, Калифорнија          | Запад      | 137 : 126    | Исток      | Тим Данкан (Сан Антонио спарси) Шакил О’Нил (Лос Анђелес лејкерси)     |
| 2001. | 11. фебруар 2001. | Вашингтон                     | Исток      | 111 : 110    | Запад      | Ален Ајверсон (Филаделфија севентисиксерси)                            |
| 2002. | 10. фебруар 2002. | Филаделфија, Пенсилванија (4) | Запад      | 135 : 120    | Исток      | Коби Брајант (Лос Анђелес лејкерси)                                    |
| 2003. | 9. фебруар 2003.  | Атланта, Џорџија (2)          | Запад      | 155 : 145 ** | Исток      | Кевин Гарнет (Минесота тимбервулвси)                                   |
| 2004. | 15. фебруар 2004. | Лос Анђелес, Калифорнија (2)  | Запад      | 136 : 132    | Исток      | Шакил О’Нил (2) (Лос Анђелес лејкерси)                                 |
| 2005. | 20. фебруар 2005. | Денвер, Колорадо (2)          | Исток      | 125 : 115    | Запад      | Ален Ајверсон (2) (Филаделфија севентисиксерси)                        |
| 2006. | 19. фебруар 2006. | Хјустон, Тексас (2)           | Исток      | 122 : 120    | Запад      | Леброн Џејмс (Кливленд кавалирси)                                      |
| 2007. | 18. фебруар 2007. | Лас Вегас, Невада             | Запад      | 153 : 132    | Исток      | Коби Брајант (2) (Лос Анђелес лејкерси)                                |
| 2008. | 17. фебруар 2008. | Њу Орлеанс, Луизијана         | Исток      | 134 : 128    | Запад      | Леброн Џејмс (2) (Кливленд кавалирси)                                  |
| 2009. | 15. фебруар 2009. | Финикс, Аризона (3)           | Запад      | 146 : 119    | Исток      | Коби Брајант (3) (Лос Анђелес лејкерси) Шакил О’Нил (3) (Финикс санси) |
| 2010. | 14. фебруар 2010. | Арлингтон, Тексас             | Исток      | 141 : 139    | Запад      | Двејн Вејд (Мајами хит)                                                |
| 2011. | 20. фебруар 2011. | Лос Анђелес, Калифорнија (3)  | Запад      | 148 : 143    | Исток      | Коби Брајант (4) (Лос Анђелес лејкерси)                                |
| 2012. | 26. фебруар 2012. | Орландо, Флорида (2)          | Запад      | 152 : 149    | Исток      | Кевин Дјурант (Оклахома Сити тандер)                                   |
| 2013. | 17. фебруар 2013. | Хјустон, Тексас (3)           | Запад      | 143 : 138    | Исток      | Крис Пол (Лос Анђелес клиперси)                                        |
| 2014. | 16. фебруар 2014. | Њу Орлеанс, Луизијана (2)     | Исток      | 163 : 155    | Запад      | Кајри Ирвинг (Кливленд кавалирси)                                      |
| 2015. | 15. фебруар 2015. | Њујорк Сити, Њујорк (5)       | Запад      | 163 : 158    | Исток      | Расел Вестбрук (Оклахома Сити тандер)                                  |
| 2016. | 14. фебруар 2016. | Торонто, Онтарио              | Запад      | 196 : 173    | Исток      | Расел Вестбрук (2) (Оклахома Сити тандер)                              |
| 2017. | 19. фебруар 2017. | Њу Орлеанс, Луизијана (3)     | Запад      | 192 : 182    | Исток      | Ентони Дејвис (Њу Орлеанс пеликанси)                                   |
| 2018. | 18. фебруар 2018. | Лос Анђелес, Калифорнија (4)  | Тим Леброн | 148 : 145    | Тим Стефен | Леброн Џејмс (3) (Кливленд кавалирси)                                  |
| 2019. | 17. фебруар 2019. | Шарлот, Северна Каролина (2)  | Тим Леброн | 178 : 164    | Тим Јанис  | Кевин Дјурант (2) (Голден Стејт вориорси)                              |
| 2020. | 16. фебруар 2020. | Чикаго, Илиноис (3)           | Тим Леброн | 157 : 155    | Тим Јанис  | Кавај Леонард (Лос Анђелес клиперси)                                   |
| 2021. | 7. март 2021.     | Атланта, Џорџија (3)          | Тим Леброн | 170 : 150    | Тим Дурант | Јанис Адетокумбо (Милвоки бакси)                                       |
| 2022. | 20. фебруар 2022. | Кливленд, Охајо (2)           | Тим Леброн | 163 : 160    | Тим Дурант | Стефен Кари (Голден Стејт вориорси)                                    |
| 2023. | 19. фебруар 2023. | Солт Лејк Сити, Јута (2)      | Тим Јанис  | 184 : 175    | Тим Леброн | Џејсон Тејтум (Бостон селтикси)                                        |
| 2024. | 18. фебруар 2024. | Индијанаполис, Индијана (2)   | Исток      | 211 : 186    | Запад      | Дејмијан Лилард (Милвоки бакси)                                        |

## Тимске занимљивости
- У ери ривалитета Истока и Запада одиграно је 67 Ол-стар утакмица. Однос у победама је 38 : 29 за Исток.
- Највише узастопних победа има Исток и то пет у периоду од 1980. до 1984. године. Запад је у два наврата имао три узастопне победе (2002. до 2004. и од 2011. до 2013).
- Највише поена постигнуто је на утакмици одиграној 2024. и рекорд износи 397 (рез. 211 : 186 за Исток), а притом чак није било ни продужетка. Најмање поена постигнуто је на утакмици одиграној 1953. — 154 (рез. 79 : 75 за Запад).
- Најубедљивија победа Истока је са 43 разлике (137 : 94, 1966), а најубедљивија победа Запада је са 40 разлике (153 : 113, 1992). Четири утакмице завршене су са једним поеном разлике.
- Највећи број поена које је постигао Исток на једној утакмици је 211, а најмањи 75. Највећи број поена које је постигао Запад на једној утакмици је 196, а најмањи 79.

## Појединачне занимљивости

### Награда за најкориснијег играча утакмице
- 53 различита играча било је изабрано за најкориснијег играча утакмице. У четири наврата (1959, 1993, 2000. и 2009. године) по два играча су поделила МВП награду.
- Прво место на листи добитника деле Коби Брајант и Боб Петит са по 4 награде, док су на другом месту Шакил О’Нил, Оскар Робертсон, Леброн Џејмс и Мајкл Џордан са по 3. Девет играча се овим признањем окитило по два пута.
- Лос Анђелес лејкерси су тим који је дао највише добитника ове награде — чак 12. Други су Бостон селтикси, из чијих редова је дошло 7.

### Остали параметри
| #  | Играч             | Утакмица |
| -- | ----------------- | -------- |
| 1. | Леброн Џејмс      | 20       |
| 2. | Карим Абдул Џабар | 19       |
| 3. | Коби Брајант      | 18       |
| 4. | Кевин Гарнет      | 15       |
| 4. | Тим Данкан        | 15       |
| 4. | Шакил О’Нил       | 15       |
| 7. | Џери Вест         | 14       |
| 7. | Карл Малон        | 14       |
| 7. | Дирк Новицки      | 14       |
| 7. | Мајкл Џордан      | 14       |

| #   | Играч             | Поени | Утак. | Просек |
| --- | ----------------- | ----- | ----- | ------ |
| 1.  | Леброн Џејмс      | 434   | 20    | 21,7   |
| 2.  | Коби Брајант      | 290   | 15    | 19,3   |
| 3.  | Кевин Дурант      | 268   | 11    | 24,4   |
| 4.  | Мајкл Џордан      | 262   | 13    | 20,2   |
| 5.  | Карим Абдул Џабар | 251   | 18    | 13,9   |
| 6.  | Оскар Робертсон   | 246   | 12    | 20,5   |
| 7.  | Боб Петит         | 224   | 11    | 20,4   |
| 8.  | Џулијус Ирвинг    | 221   | 11    | 20,1   |
| 9.  | Елџин Бејлор      | 218   | 11    | 19,8   |
| 10. | Шакил О’Нил       | 202   | 12    | 16,8   |

| #   | Играч             | Скок. | Утак. | Просек |
| --- | ----------------- | ----- | ----- | ------ |
| 1.  | Вилт Чејмберлен   | 197   | 13    | 15,2   |
| 2.  | Боб Петит         | 178   | 11    | 16,2   |
| 3.  | Карим Абдул Џабар | 149   | 18    | 8,3    |
| 4.  | Бил Расел         | 139   | 12    | 11,6   |
| 5.  | Тим Данкан        | 136   | 15    | 9,1    |
| 6.  | Леброн Џејмс      | 114   | 20    | 5,7    |
| 7.  | Мозиз Малон       | 108   | 11    | 9,8    |
| 8.  | Долф Шејс         | 105   | 11    | 9,5    |
| 9.  | Елџин Бејлор      | 99    | 11    | 9,0    |
| 10. | Шакил О’Нил       | 97    | 12    | 8,1    |

| #   | Играч           | Асис. | Утак. | Просек |
| --- | --------------- | ----- | ----- | ------ |
| 1.  | Крис Пол        | 128   | 11    | 11,64  |
| 2.  | Меџик Џонсон    | 127   | 11    | 11,55  |
| 3.  | Леброн Џејмс    | 113   | 20    | 5,65   |
| 4.  | Ајзеја Томас    | 97    | 11    | 8,82   |
| 5.  | Боб Кузи        | 86    | 13    | 6,62   |
| 6.  | Оскар Робертсон | 81    | 12    | 6,75   |
| 7.  | Кајри Ирвинг    | 79    | 8     | 9,88   |
| 8.  | Гари Пејтон     | 73    | 9     | 8,11   |
| 9.  | Џон Стоктон     | 71    | 10    | 7,10   |
| 10. | Коби Брајант    | 70    | 15    | 4,67   |

## Остале занимљивости
- У пет мечева игран је један продужетак (1954, 1980, 1984, 1987. и 1993. године), а у једном чак два (2003. године).
- 39 различитих градова угостило је учеснике Ол-стар викенда, а најчешће је то био Њујорк Сити (5 пута).
- 24 различите државе су биле домаћини, а најчешће Калифорнија (9 пута).